# إيبيك
إيبيك «العالمية لصناعة المواسير» أو (بالإنجليزية: IPIC - International Pipe Industry Co)‏ هي إحدى شركات قطاع البترول المصري، والتي تأسست عام 2001 وفقا لأحكام قانون ضمانات وحوافز الاستثمار رقم 8 لسنة 1997 كشركة مساهمة مصرية برأس مال مصرح به قدره 200 مليون دولار أمريكي ورأس مال مدفوع قدره 40 مليون دولار أمريكي

## نشاط الشركة
تقوم الشركة بإمداد سوق النفط والغاز الطبيعي المصري والعالمي بمنتجاتها من الأنابيب

## المساهمين
- الكويتية لصناعة الأنابيب والخدمات البترولية : 60%
- إنبي - الهندسية للصناعات البترولية والكيماوية : 10%
- بتروجيت - المشروعات البترولية والاستشارات الفنية : 10%
- جاسكو - المصرية للغازات الطبيعية : 10%
- الهيئة القومية للإنتاج الحربي : 10%

## رؤساء الشركة
- عبد الكريم المطوع.
- إيهاب شفيق.

## وصلات خارجية
- موقع وزارة البترول والثروة المعدنية
- موقع الهيئة المصرية العامة للبترول
- موقع شركة إيبيك